# Tau Ceti (videogioco)
Tau Ceti, sottotitolato The Lost Star Colony solo sulle copertine nordamericane, è un videogioco di simulazione di un veicolo fantascientifico sulla superficie di un pianeta, pubblicato alla fine del 1985 per ZX Spectrum e successivamente per Amstrad CPC, Amstrad PCW, Atari ST, Commodore 64 e MS-DOS dalla CRL Group. 
Dotato di meccaniche sparatutto in prima persona, ma con una certa complessità strategica, ebbe di solito un grosso successo di critica nelle versioni a 8 bit, e fu il gioco più redditizio della CRL, che vendette circa 35 000 copie in tutto.
Tau Ceti ebbe un seguito, Academy, uscito per gli stessi sistemi, tranne il Commodore 64, e anche per Amiga.

## Trama
Nel 2050, grazie all'invenzione della propulsione interstellare, la prima ondata di coloni spaziali partì per alcune vicine stelle di tipo G, tra cui Tau Ceti. Per oltre 90 anni il pianeta Tau Ceti III, desertico e con poca presenza di vita, venne colonizzato con successo, con la fondazione di oltre 30 città.
Nel 2150 però un'epidemia incurabile chiamata Sindrome di Encke sterminò gran parte della popolazione. I superstiti abbandonarono Tau Ceti III, lasciandolo in mano ai sistemi di manutenzione robotici. Due anni dopo sulla Terra venne trovata una cura per la Encke, ma nel frattempo si perse ogni contatto con i sistemi della colonia a causa di un impatto meteoritico. Nel 2164 la prima astronave inviata su Tau Ceti III per la ricolonizzazione scomparve e si ritenne che fosse stata distrutta dai sistemi robotici del pianeta che avevano perso il controllo.
Sette anni dopo, nel secondo tentativo di riprendere il controllo del pianeta, il protagonista del gioco viene inviato da solo sulla superficie con uno skimmer, piccolo veicolo armato a volo radente. Il suo obiettivo è fermare il reattore a fusione principale nella capitale Centralis, evitando di danneggiare le strutture ancora utilizzabili delle città.
Il gioco inizia in un modulo di atterraggio nella città di Reema, da cui lo skimmer partirà per visitare le varie città, molte delle quali difese da robot ostili, per recuperare una serie di barre di raffreddamento dai reattori secondari e portarle a Centralis.

## Modalità di gioco
La schermata di gioco è composta da una finestra sulla sinistra con la visuale primaria, larga circa come metà schermo o in molte versioni anche meno. Qui viene mostrata la visuale esterna in prima persona mentre si pilota lo skimmer, oppure in altre situazioni l'interno di un edificio, la mappa del pianeta o altre interfacce particolari. A destra e al di sotto della finestra principale si trovano i vari elementi del quadro di comando del veicolo sotto forma di altre finestre. In basso a sinistra si ha l'interfaccia a riga di comando del computer di bordo, dove si ricevono messaggi e si inviano comandi di testo. Le altre finestre informative sulla destra comprendono un'immagine radar dei dintorni, vari indicatori di stato, bussola, e due indicatori direzionali che mostrano da che parte si trovano il centro della città attuale e la rampa di lancio più vicina.
L'ambiente su cui si viaggia è una superficie piatta, con molti edifici isolati sparsi per ogni città, resi con grafica 3D solida. Su alcuni tipi di edifici si può attraccare, avvicinandosi con cautela ad apposite aperture, per ottenere servizi e informazioni.
Quando lo skimmer è in volo si pilota con joystick o tastiera (o anche mouse su Atari ST e MS-DOS); le direzioni controllano accelerazione/decelerazione e virata destra/sinistra, mentre diversi altri tasti eseguono direttamente altre funzioni. La quota di volo si può variare solo leggermente e la visuale si può orientare nelle quattro direzioni relative alla prua. Lo skimmer è dotato di 8 missili a ricerca termica, 8 missili anti-missile, 8 bengala e un doppio raggio laser, illimitato ma soggetto a surriscaldamento.
Quando lo skimmer è attraccato si può accedere a molte funzioni digitando comandi nel computer di bordo. Ad esempio il comando MAP mostra la mappa del pianeta, zoomabile e scorribile in tutte le direzioni, con le città e le rotte che le collegano, e la possibilità di richiedere informazioni su ciascuna città. A seconda del tipo di edificio può essere possibile rifornire lo skimmer di carburante o di munizioni e ripararne i danni. Alcuni degli altri comandi sono il salvataggio della partita e un blocco note per prendere appunti di testo libero.
Per viaggiare tra le varie città di Tau Ceti III è necessario raggiungere una rampa di lancio, quindi sarà possibile farsi trasportare istantaneamente a una città vicina; ogni rampa invia solo a una specifica città.
Il pianeta ha un ciclo visibile del giorno e della notte, molto più rapido di quello terrestre, con il sole che si sposta nel cielo e l'ombreggiatura degli edifici che cambia di conseguenza. Di notte il buio è completo ed è necessario attivare la visione a infrarossi, che è comunque meno nitida di quella diurna, oppure per tempi brevi usare i bengala, che illuminano a giorno (utili in caso di combattimento notturno).
I nemici, presenti solo quando si è in volo, sono le difese robotiche delle città deserte: tre tipi di veicoli simili a dischi volanti e due tipi di alte fortezze fisse. Tutti sono armati di laser e alcuni anche di missili offensivi o difensivi; se colpiscono lo skimmer ne riducono gli scudi protettivi fino all'eventuale danneggiamento dei sistemi o alla distruzione e game over. Esistono inoltre mine di prossimità e il manuale parla anche dei sand hopper, forme di vita native che stanno nelle vicinanze delle rampe di lancio e sono pericolose in caso di collisione.
L'obiettivo del gioco è recuperare all'interno degli edifici reattore le 40 parti che compongono, assemblandole due a due, le 20 barre di raffreddamento da portare al reattore centrale per fermarlo. Per assemblare le barre si affronta un piccolo rompicapo dove si possono selezionare e far ruotare le barre in proprio possesso fino a trovare la metà che combacia.
C'è una modalità demo quando la partita non è in corso.
Una particolarità della versione Commodore 64 è il passaggio di testo scorrevole con la descrizione della trama o con alcuni messaggi, nell'area sotto lo schermo che normalmente il MOS VIC-II mostra solo come cornice in tinta unita.

## Edizione speciale
Nel 1986 uscì un'edizione speciale, etichettata Special Edition o The Special Edition, per Amstrad CPC e ZX Spectrum 128k, solo su disco. La superficie esplorabile del pianeta viene ingrandita, ci sono miglioramenti grafici, e molte più informazioni da ottenere visitando determinati edifici come le biblioteche.

## Sviluppo
Tau Ceti venne sviluppato originariamente per ZX Spectrum dal britannico Pete Cooke come freelance. Cooke inviò direttamente un demo alla CRL Group, che già aveva pubblicato il suo Juggernaut. L'idea all'epoca era tecnicamente notevole in particolare per gli effetti di chiaroscuro 3D sugli oggetti. Secondo Cooke non c'erano altri giochi con questo effetto, ma era stato colpito dalle sfere 3D di Gyron che scalavano con grande fluidità, sebbene senza ombreggiatura. Per l'ambientazione fu ispirato da Elite. Per sviluppare l'idea dopo il demo, Cooke fu assistito da Ian Ellery, capo dello sviluppo software della CRL, che fornì schermate statiche, elementi della trama e il design della confezione. L'obiettivo primario di Cooke fu sempre la velocità dell'animazione, per questo la finestra della visuale è relativamente piccola e l'intelligenza artificiale dei nemici molto semplice.
La conversione Amstrad CPC fu sempre opera di Cooke, mentre quella per Commodore 64, basato su un microprocessore diverso, fu affidata a John Twiddy, che riuscì comunque a ottenere buone prestazioni grafiche come sullo Spectrum. Le altre conversioni sono della ComTec di Derek Baker, già autore per la CRL di Rescue. Successivamente, per la CRL, Cooke realizzò anche Room Ten e il seguito di Tau Ceti, Academy.

## Confezione
La prima edizione britannica per ZX Spectrum e per Amstrad CPC fu caratterizzata anche da una confezione molto originale, ideata da Ian Ellery della CRL, che ha la forma di un esagono irregolare, quasi un pentagono. Questa confezione tuttavia si rivelò molto fragile e non fu più usata per successive edizioni; secondo Clem Chambers, allora capo della CRL, questo esperimento fallito avrebbe perfino causato una sensibile riduzione delle vendite di Tau Ceti.